# Иван Дяковски
Иван Христов Дяковски е български офицер, полковник.

## Биография
Роден е на 11 ноември 1896 година в Дупница. Пред 1917 година завършва Военното на Негово Величество училище. Служи последователно в 51-ви резервен полк, 14-а пехотна дружина, а от 1928 г. е на служба във Военното училище. През 1932 г. е назначен на служба във 2-ри пограничен участък, а през 1934 е изпратен да служи в Шести пехотен търновски на Н.В. Цар Фердинанд I полк. На следващата година е назначен на служба в 1-ви армейски артилерийски полк, а същата година става началник на Ботевградското военно окръжие. През 1938 г. е назначен за командир на полк.

## Втора световна война (1941 – 1944)
През 1941 година подполковник Дяковски е назначен за комендант на София. На следващата година става помощник-началник на Военното училище. От 1944 година е командир на шестдесет и четвърти пехотен полк. В периода 28 ноември 1944 – 26 юни 1945 е командир на четиридесет и първи пехотен полк. Взема участие във втората фаза на Втората световна война. През 1945 става командир на четвърта пехотна преславска дивизия, същата година служи във Военното училище, а от 1946 година заместник-началник на седма дивизионна област, след което командир на шеста пехотна бдинска дивизия. Уволнен е на 6 август 1946 година с министерска заповед № 73. Според други източници е уволнен през 1948 г.
Полковник Дяковски е женен и има две деца.

## Военни звания
- Подпоручик (1 август 1917)
- Поручик (30 юни 1919)
- Капитан (1927)
- Майор (6 май 1935)
- Подполковник (6 май 1939)
- Полковник (3 октомври 1942)